# 경축! 우리 사랑
경축! 우리 사랑은 2008년 공개된 대한민국의 영화이다.

## 배역
- 김해숙 : 봉순씨 역
- 기주봉 : 하씨 역
- 방은희 : 미용실 여자 역
- 김영민 : 구상 역
- 김혜나 : 정윤 역
- 금동현 : 약사 역

## 수상
- 2008년 제17회 부일영화상
  - 신인감독상 - 오점균
- 2008년 제9회 부산영화평론가협회상
  - 신인감독상 - 오점균
- 2008년 제45회 대종상
  - 신인감독상 - 오점균
  - 시나리오상 - 박윤
- 2009년 제45회 백상예술대상
  - 작품상 - 오점균